# Ernst von Weizsäcker
Ernst von Weizsäcker (25. května 1882, Stuttgart – 4. srpna 1951, Lindau na Bodamském jezeře) byl německý diplomat, státní tajemník Zahraničního úřadu (ministerstva zahraničí).
Narodil se v rodině budoucího württemberského ministerského předsedy, po maturitě sloužil jako kadet válečného námořnictva a vypracoval se až na kapitána (1918). Přestože nedosáhl vysokoškolského vzdělání, byl roku 1920 přijat do Zahraničního úřadu - německého ministerstva zahraničí. V letech 1931 až 1933 byl vyslancem v Norsku a následně do roku 1936 ve Švýcarsku; roku 1938 nahradil Hanse Georga von Mackensena ve funkci státního tajemníka Zahraničního úřadu.
V létě 1938 nesouhlasil s plánem kancléře Adolfa Hitlera vojensky zaútočit na Československo a začal se stýkat s podobně smýšlejícími důstojníky a politiky. Dohodli se, že pokud by byl rozkaz k útoku opravdu vydán, provedou státní převrat a Hitlera sesadí. K válce ani převratu nedošlo, protože se Československá vláda 30. září 1938 rozhodla přijmout podmínky Mnichovské dohody.
Coby státní tajemník Zahraničního úřadu se podílel mj. na vyjednávání Hitlerova paktu se Stalinem (Pakt Ribbentrop–Molotov). Jako člen NSDAP a SS byl Weizsäcker také členem štábu H. Himmlera. V letech 1943 až 1945 byl vyslancem ve Vatikánu.
Roku 1947 byl zatčen a následně spojeneckým soudem odsouzen k 5 letům odnětí svobody jako hlavní obviněný v procesu s představiteli Zahraničního úřadu a dalších státních úřadů („Wilhelmstrassen-Prozess“) za podíl na zločinech proti lidskosti, především na deportacích francouzských Židů do Osvětimi. Po 18 měsících byl na amnestii propuštěn, vydal paměti, v nichž obhajoval svoji činnost a roku 1951 zemřel. Jeho syn Richard von Weizsäcker byl v letech 1984–1994 německým spolkovým prezidentem.